# Nhân giống chọn lọc

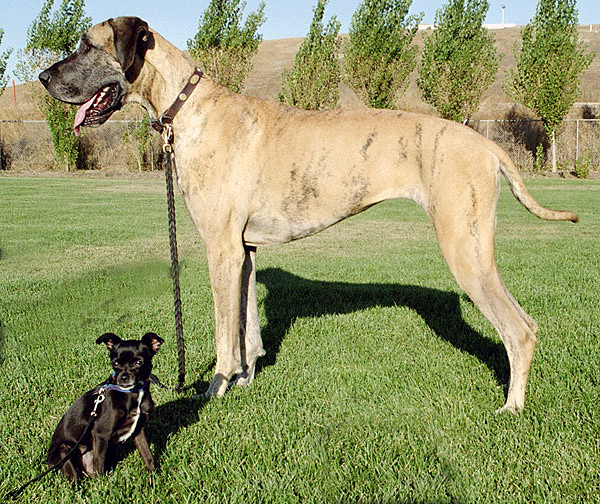

Nhân giống chọn lọc (hay chọn lọc nhân tạo) là việc phát hiện, giữ lại và nhân giống những cá thể mang đặc tính tốt đáp ứng các yêu cầu đề ra và loại thải các cá thể xấu không đạt yêu cầu, nhằm hoàn thiện và nâng cao năng suất giống vật nuôi, cây trồng. Ba khâu rất quan trọng trong công tác giống vật nuôi  là chọn lọc-chọn phối-nhân giống. Chọn lọc là khâu đầu tiên và có vai trò quyết định của công tác giống. Muốn có những cá thể để ghép đôi rồi từ đó nhân lên thì trước hết phải chọn lọc từ các cá thể tốt từ quần thể. Trên cơ sở chọn lọc tốt kết hợp với nuôi dưỡng chăm sóc tốt thì con vật sẽ phát huy được giá trị của phẩm giống. Đây là quá trình mà con người chọn các loài động vật khác và thực vật theo một vài tính trạng đặc biệt mà con người muốn. Quá trình này nhằm đào thải những biến dị bất lợi cho con người và tích lũy những biến dị có lợi.
Ví dụ: một nông dân nuôi gà rừng sẽ chọn ra những con gà đẻ nhiều trứng nhất để gây giống, lứa con của những con gà này sẽ đẻ ra lượng trứng nhiều hơn mức trung bình so với những con gà khác, rồi người đó lại chọn những con đẻ nhiều trứng nhất trong lứa này để phối giống, tạo ra lứa cháu. Trải qua hàng chục thế hệ chọn lọc như vậy sẽ tạo ra giống gà siêu trứng, có thể đẻ ra lượng trứng nhiều gấp mấy lần so với gà rừng.

## Phương thức
- Chọn lọc cá thể: Chọn lọc cá thể (Individual selection) là quá trình chọn lọc từng con (cá thể) một, căn cứ vào những chỉ tiêu nhất định để chuẩn bị ghép đôi. Để chọn lọc cá thể cần tiến hành đánh giá qua tổ tiên, bản thân và qua đời con.
- Chọn lọc theo nhóm: Chọn lọc theo nhóm là quá trình chọn lọc và sử dụng theo nhóm dựa trên những chỉ tiêu nhất định tính chung cho toàn nhóm.
- Chọn lọc kiểu hình: Chọn lọc kiểu hình (phenotypic selection) là chọn các cá thể dựa trên các chỉ tiêu về ngoại hình, sức sản xuất, sức sinh sản của chúng.
- Chọn lọc khác: Chọn lọc vô ý thức (ngẫu nhiên), chọn lọc có ý thức.